# Lago Crno
O Lago Crno (Sérvio Crno jezero, literalmente 'Lago Negro') é um lago na cidade de Žabljak (município), no norte de Montenegro. É um lago glacial e é protegido e fiscalizado no Parque Nacional de Durmitor.

## Turismo
O lago é a principal atração do parque nacional. É o maior e o mais conhecido dentre os dezoito lagos que existem na montanha. Há um restaurante, o Katun, onde se comem refeições típicas montenegrinas, preparadas tradicionalmente.